# Вудояли
Вудоя́ли (рос. Вудоялы, чув. Вăтаел) — присілок у складі Ібресинського району Чувашії, Росія. Входить до складу Айбецького сільського поселення.
Населення — 828 осіб (2010; 809 у 2002).
Національний склад:
- чуваші — 99 %